# Odontocera fasciata
Odontocera fasciata là một loài bọ cánh cứng trong họ Cerambycidae.